# 8238 Курбе
8238 Курбе (8238 Courbet) — астероїд головного поясу, відкритий 26 березня 1971 року.
Тіссеранів параметр щодо Юпітера — 3,293.